# Двигатель Toyota WW
Toyota WW — серия шестнадцатиклапанных рядных четырёхцилиндровых турбодизельных двигателей внутреннего сгорания с аккумуляторной топливной системой. Базовой моделью для WW стала BMW N47.

## 1WW

### Устанавливался на
- Toyota Verso 1.6 D-4D[4][5]
- Toyota Auris[6]
- Toyota Avensis

## 2WW

### Устанавливался на
- Toyota Avensis 2.0 D-4D[7]
- Toyota RAV4 2.0 D-4D